# Hidrógrafo
Hidrógrafo é o profissional que atua na área de hidrografia ou hidrologia.
O Hidrógrafo é responsável pela coleta e análise das informações que constam de uma Carta Náutica, como o tipo de sedimento (importante para o fundeio), os pontos conspícuos ou acidentes geográficos (importantes para a orientação), a sinalização náutica, os riscos para encalhe e colisões, além, das mais utilizadas como a profundidade, latitude e longitude. Ele também é responsável pela elaboração e divulgação dos Avisos aos Navegantes, que são análises e previsões meteorológicas que garantem a segurança no mar. Para ser tornar um Hidrógrafo, é necessário realizar cursos de aperfeiçoamentos de classes A ou B em instituições reconhecidos pela OHI - Organização Hidrográfica Internacional. De acordo com a publicação S-44 da OHI, os Hidrógrafos são os profissionais recomendado para a execução de projetos hidrográficos em qualquer profundidade do planeta.     